# Luizão (football, 2002)
Luiz Gustavo Oliveira da Silva dit Luizão, né le 8 mars 2002 à São Paulo au Brésil, est un footballeur brésilien qui évolue au poste de défenseur central à West Ham United.

## Biographie

### En club
Né à São Paulo au Brésil, Luizão est formé par l'un des clubs de sa ville natale, le São Paulo FC.
Il joue son premier match en professionnel le 6 mai 2022, lors d'une rencontre de Copa Sudamericana face au CD Everton. Il entre en jeu à la place de Emiliano Rigoni et les deux équipes se neutralisent (0-0 score final). Il connait sa première titularisation dans cette même compétition, le 20 mai 2022 face au Club Deportivo Jorge Wilstermann. Son équipe l'emporte par trois buts à zéro ce jour-là,.
Luizão joue son premier match dans le championnat du Brésil le 10 juillet 2022 contre l'Atlético Mineiro. Il est titularisé et les deux équipes se séparent sur un score nul de zéro à zéro.
Alors qu'il s'impose progressivement dans l'équipe première au cours de l'année 2022, Luizão se retrouve en instance de départ à l'approche du mercato hivernal, son contrat s'achevant au 31 janvier 2023. Son nom est alors associé à plusieurs clubs européens, comme le Benfica Lisbonne, le FC Porto et des clubs anglais comme Fulham ou West Ham United,.
En janvier 2023, Luizão rejoint West Ham United, signant un contrat courant jusqu'en juin 2026. Le transfert est officialisé le 18 décembre 2022.
| Saison                | Club                  | Championnat           | Championnat | Championnat | Coupe nationale | Coupe nationale | Coupe de la Ligue | Coupe de la Ligue | Compétition(s) continentale(s) | Compétition(s) continentale(s) | Compétition(s) continentale(s) | Total | Total |
| Saison                | Club                  | Division              | M.          | B.          | M.              | B.              | M.                | B.                | Comp.                          | M.                             | B.                             | M.    | B.    |
| 2022                  | São Paulo FC          | Série A               | 14          | 1           | 1               | 0               | -                 | -                 | CS                             | 5                              | 0                              | 20    | 1     |
| Sous-total            | Sous-total            | Sous-total            | 14          | 1           | 1               | 0               | 0                 | 0                 | -                              | 5                              | 0                              | 20    | 1     |
| 2022-2023             | West Ham United       | Premier League        | -           | -           | -               | -               | -                 | -                 | -                              | -                              | -                              | 0     | 0     |
| Sous-total            | Sous-total            | Sous-total            | 0           | 0           | 0               | 0               | 0                 | 0                 | -                              | 0                              | 0                              | 0     | 0     |
| Total sur la carrière | Total sur la carrière | Total sur la carrière | 14          | 1           | 1               | 0               | 0                 | 0                 | -                              | 5                              | 0                              | 20    | 1     |